# Gestreepte modderschildpad
De gestreepte modderschildpad (Kinosternon baurii) is een schildpad uit de familie modder- en muskusschildpadden (Kinosternidae).
De soort werd voor het eerst wetenschappelijk beschreven door Samuel Garman in 1891. Oorspronkelijk werd de wetenschappelijke naam Cinosternon baurii gebruikt. De soortaanduiding baurii is een eerbetoon aan de Duitse bioloog Georg Baur (1859 - 1898).

## Uiterlijke kenmerken
Het schild van deze vrij kleine soort wordt ongeveer 12 centimeter, het schild is bij oudere dieren bol van vorm, jongere dieren hebben een platter schild. Ook is bij juvenielen een lengtekiel aanwezig op het midden van het schild, met aan weerszijden twee lichtere kortere kielen die na enkele jaren vervagen en vaak verdwijnen. De kielen zijn duidelijk te zien door de gele, vlekkerige strepen die afsteken tegen het donkere schild. Deze strepen verdwijnen meestal niet bij oudere exemplaren, een onderscheid met de driekielaardschildpad (Melanochelys tricarinata). De schildkleur is olijfgroen tot donkerbruin, het plastron of buikschild is lichter. De poten, staart en kop zijn donkerbruin tot zwart, op de kop zijn soms twee lichtgele strepen zichtbaar, een vanaf de schouder en de andere vanaf de onderzijde van de keel die bij de neuspunt samenkomen en een driehoek vormen op de zijkant van de kop. Niet ieder exemplaar heeft deze tekening, soms zijn alleen wat lichtere vlekken zichtbaar. Ondanks de variatie zijn er geen ondersoorten beschreven.

## Algemeen
De gestreepte modderschildpad komt voor in de Verenigde Staten, en enkel in de staten Florida en Virginia. Vroeger werd wel onderscheid gemaakt tussen meer inlands levende populaties en die op de eilandjes van de Florida Keys, voor de kust van Florida, maar later bleek dat de verschillende kleurvariaties in beide gebieden voorkomen. De habitat bestaat uit stilstaande wateren met een zachte bodem zoals moerassen maar ook wel in vochtige graslanden. Ook in brak water kan de schildpad worden aangetroffen. De nesten worden gegraven in het zand of in rottend plantaardig materiaal. Opmerkelijk is dat de soort zich het hele jaar door voortplant, in iedere maand van het jaar zijn pas afgezette eitjes aangetroffen. Vermoed wordt dat in ieder seizoen drie legsels worden afgezet. De embryo's ondergaan een diapauze waarbij de ontwikkeling stokt. De lengte hiervan hangt af van de temperatuur en het jaargetijde. Eitjes die zich in koelere omstandigheden bevinden kennen een kortere diapauze, en hebben bovendien een grotere kans om uit te komen dan eitjes in warmere omgevingen. Bij veel reptielen is dit juist andersom.

## Voedsel
Deze soort is omnivoor, en eet zaden van bomen uit de palmenfamilie, blaadjes van de jeneverbes en algen. Ook kleine waterdieren als slakken en insecten en dode vissen en ander aas worden gegeten. Ook zijn er exemplaren aangetroffen die mest aten, maar waarschijnlijk zijn het de hierin levende insecten waar het om te doen is.